# Saison 1945 de la NFL
Navigation
Édition précédente Édition suivante
La saison 1945 de la NFL est la 26e saison de la National Football League. Elle voit le sacre des Rams de Cleveland.

## Classement général
| Conférence Est         |      |      |      |        |          |            |
| Franchise              | Vic. | Déf. | Nuls | % vic. | Pts pour | Pts contre |
| Redskins de Washington | 8    | 2    | 0    | .800   | 209      | 121        |
| Eagles de Philadelphie | 7    | 3    | 0    | .700   | 272      | 133        |
| Giants de New York     | 3    | 6    | 1    | .333   | 179      | 198        |
| Yanks de Boston        | 3    | 6    | 1    | .333   | 123      | 211        |
| Steelers de Pittsburgh | 2    | 8    | 0    | .200   | 79       | 220        |

| Conférence Ouest     |      |      |      |        |          |            |
| Franchise            | Vic. | Déf. | Nuls | % vic. | Pts pour | Pts contre |
| Rams de Cleveland    | 9    | 1    | 0    | .900   | 244      | 136        |
| Lions de Détroit     | 7    | 3    | 0    | .700   | 195      | 194        |
| Packers de Green Bay | 6    | 4    | 0    | .600   | 258      | 173        |
| Bears de Chicago     | 3    | 7    | 0    | .300   | 192      | 235        |
| Cardinals de Chicago | 1    | 9    | 0    | .100   | 98       | 228        |

## Finale NFL
- 16 décembre 1945, à Cleveland devant 32 178 spectateurs, Rams de Cleveland 15 - Redskins de Washington 14